# Vålerenga Fotball (női csapat)
A Vålerenga Fotball női szakosztályát 1982-ben hozták létre. A norvég Toppserien tagja.

## Eredmények
- Toppserien
  - Bajnok (3): 2020, 2023, 2024
  - Ezüstérmes (1): 2019

- Norvég női kupa
  - Győztes (3): 2020, 2021, 2024
  - Döntős (1): 2019

## Játékoskeret
2021. január 4-től
| #  |     | Poszt | Név                       |
| -- | --- | ----- | ------------------------- |
| 1  | USA | K     | Hannah Seabert            |
| 32 | USA | K     | Jalen Tompkins            |
| 4  | NZL | V     | Catherine Bott            |
| 5  | NOR | V     | Andrine Tomter            |
| 14 | NOR | V     | Tina Dalgård              |
| 23 | DEN | V     | Stine Ballisager Pedersen |
| 25 | DEN | V     | Janni Thomsen             |
|    | NOR | V     | Camilla Huseby            |
| 7  | NOR | KP    | Sigrid Heien Hansen       |
| 10 | NOR | KP    | Victoria Luvigsen         |
| 11 | ISL | KP    | Ingibjörg Sigurðardóttir  |

| #  |     | Poszt | Név                         |
| -- | --- | ----- | --------------------------- |
| 21 | NOR | KP    | Emilie Libakken Østerås     |
| 22 | SRB | KP    | Dejana Stefanović           |
| 24 | NOR | KP    | Tine Celine Karstensen      |
|    | NOR | KP    | Ylinn Tennebø               |
|    | NOR | KP    | Rikke Bogtveit Nygard       |
|    | NOR | KP    | Amanda Jacobsen Andradóttir |
| 9  | NOR | CS    | Elise Thorsnes              |
| 17 | NOR | CS    | Synne Jensen                |
| 18 | NOR | CS    | Celin Bizet Ildhusøy        |
| 20 | NOR | CS    | Marie Dølvik Markussen      |
| 26 | DEN | CS    | Rikke Marie Madsen          |

## A klub híres játékosai
- Solveig Gulbrandsen
- Isabell Herlovsen
- Camilla Huse
- Christine Colombo Nilsen
- Ingrid Schjelderup
- Teigen Allen
- Aivi Luik
- Tine Schryvers
- Theresa Eslund
- Natasha Dowie
- Sherida Spitse
- Gunnhildur Yrsa Jónsdóttir
- Ajara Nchout
- Arianna Romero
- Mónica Mendes
- Daniela Schwarz
- Jennie Nordin
- Michelle Betos